# Mesocyclops leuckarti
Mesocyclops leuckarti – gatunek widłonoga z rodziny Cyclopidae. Opisał go w 1857 roku niemiecki zoolog Carl Claus, nadając mu nazwę Cyclops leuckarti.
Gatunek osiąga długość około 1,3 milimetra i jest przeważnie bezbarwny. Para głównych czułków składa się z 17 ogniw, w części stanowiącej furkę stwierdzono występowanie szczecinek wewnętrznych.
Mesocyclops leuckarti występuje w skupiskach unoszących się w stawach i jeziorach. W jeziorach gatunek ten może stanowić istotny składnik planktonu.